# Terapia marziale
La terapia marziale consiste nella prescrizione da parte di medici di farmaci contenenti ferro per specifiche esigenze terapeutiche, soprattutto in caso di anemia sideropenica.

## Il ferro negli integratori
Il ferro è presente in diversi integratori alimentari acquistabili senza obbligo di ricetta. Come tutti i nutrienti integrabili il ferro non deve essere assunto come sostituto di una dieta equilibrata e deve essere assunto solo su prescrizione del medico o sentito il parere del farmacista.

## Storia
Il nome deriva dal pianeta Marte, che nell'alchimia era associato al ferro.
Le prime pillole contenenti ferro erano comunemente note con l'espressione pillole di Blaud, dal nome del fisico francese P. Blaud di Beaucaire che nel XIX secolo introdusse l'uso di queste medicine in pazienti affetti da anemia.